# なぜ…
「なぜ…」は、日本のロックバンド、Hysteric Blueの4枚目のシングル。

## 解説
KinKi Kids・堂本光一主演のTBS系ドラマ『P.S. 元気です、俊平』主題歌。
自身最高位となるオリコンチャート2位を記録し、「春〜spring〜」と共にHysteric Blueの代表曲となっている。

## 収録曲
1. なぜ… (3:34)
作詞・作曲: たくや　編曲：Hysteric Blue、佐久間正英
2. 風のいたずら (5:13)
作詞：Tama　作曲: ナオキ　編曲：Hysteric Blue、佐久間正英
3. なぜ…（ORIGINAL KARAOKE）(3:34)

## 収録アルバム
- WALLABY (#1)
- Historic Blue (#1)